# Lubuk Dalam (Lubuk Dalam)
Lubuk Dalam is een bestuurslaag in het regentschap Siak van de provincie Riau, Indonesië. Lubuk Dalam telt 5844 inwoners (volkstelling 2010).